# Bilbie de Pascua

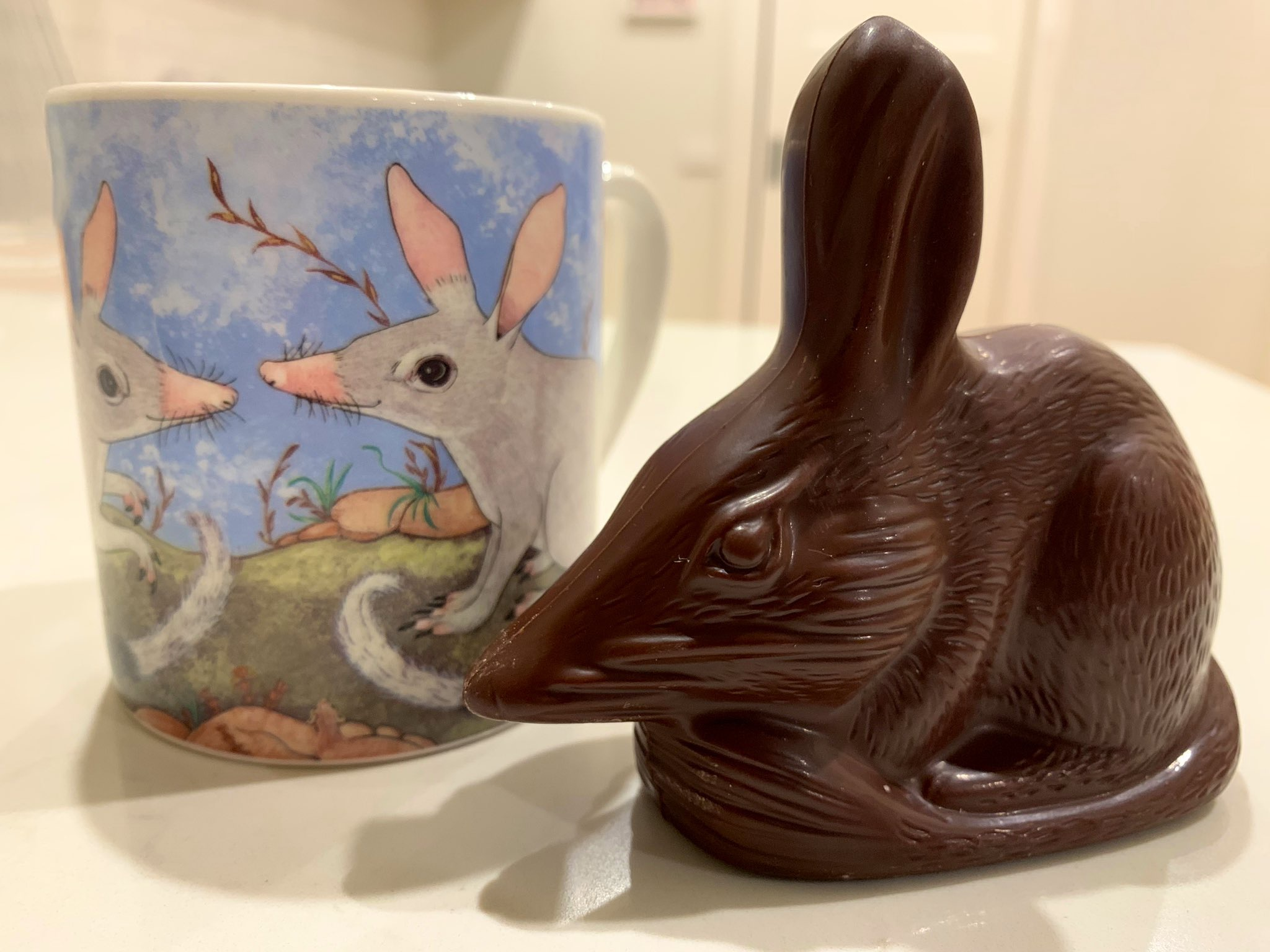
Un bilbie hecho de chocolate con otro bilbie impreso en una taza

El Bilbie de Pascua es una alternativa australiana al Conejo de Pascua.

## Origen

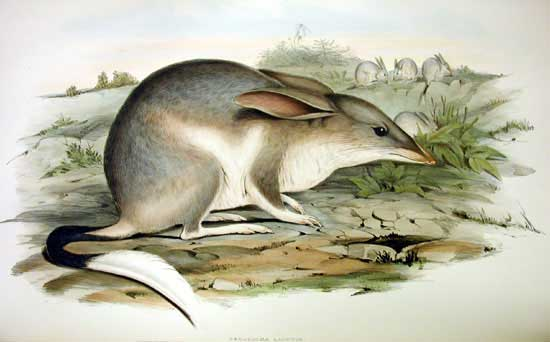
Un bilbie ilustrado por John Gould

Macrotis son una especie en peligro de extinción de marsupiales australianos peramelemorfos conocidos vulgarmente como Bilbies. Para recaudar dinero e incrementar las labores de conservación y concienciación de la especie, en Australia se vende como alternativa al Conejo de Pascua. Muchas tiendas en Australia venden chocolates con forma de Bilbie y todo tipo de productos promocionales con esta idea.
La primera aparición documentada del Bilbie de Pascua fue en marzo de 1968 cuando una niña de 9 años llamada Rose-Marie Dusting escribió una historia titulada Billy, el bilbie de Pascua australiano, el cual fue publicado como un libro 11 años después. La historia ayudó a captar la atención pública de salvar al bilbie. En 1991, Nicholas Newland, de la "Fundación del Conejo Libre en Australia" también desarrolló la idea del Bilbie de Pascua para incrementar la concienciación de los daños medioambientales que los conejos salvajes causaron y para reemplazar el Conejo de Pascua con verdadera fauna nativa.
El primer Bilbie de Pascua de chocolate fue vendido en el Warrawong Sanctuary cuando este pertenecía a John Wamsley.

## Historia
Las fábricas de chocolate que donaron para la conservación del bilbie incluyen a Pink Lady y Haigh's Chocolates. En 2014, Pink Lady donó 30 céntimos de cada compra de bilbies y 1 USD de cada 10 paquetes. La empresa matriz Fyna Foods produjo tanto bilbies de chocolate como otros iconos de la fauna australiana en sus chocolates de Amigos de los Arbustos de Pascua Australianos. Se donaban 20 céntimos por cada colección de Amigos de los Arbustos al Fondo Salva al Bilbie. En 2015, estos chocolates elevaron sobre USD 33 000 el fondo.
Durante los 3 años previos a 2018, Cadbury donó USD 10 000 por año al Fondo Salva al Bilbie, a pesar de que no había una asociación oficial. En 2018, los bilbies de Cadbury fueron interrumpidos, resultando en que los supermercados Coles y Woolworths no ofrecieran ningún bilbie de chocolate.
Darrell Lea comenzó a vender bilbies de chocolate en 1999. En 2009, las ventas de los bilbies de Darrell Lea fueron similares a la venta de los Conejos de Pascua. Desde 1999 a 2008, Darrell Lea alcanzó los USD 300 000 para el Fondo Salva al Bilbie. Previo a que su tienda cerrase en 2012, Darrell Lea donó aproximadamente USD 60 000 por año de las ventas de sus bilbies de chocolate al Fondo Salva al Bilbie.
Irena Sibley, autora e ilustradora australiana de libros infantiles, produjo tres libros del Bilbie de Pascua entre 1994 y 2000, incluyendo el líder de ventas La primera Pascua de los bilbies, publicado por Silver Gum Press en 1994.
En 1993, la autora australiana de libros infantiles Jeni Bright  escribió la historia de Burra Nim, el Bilbie de Pascua. Cuenta como Burra, un tímido y valiente pequeño bilbie, decide salvar el territorio de los conejos y los zorros que lo arruinan. Burra, su familia y amigos se reúnen para pasar un fantástico rato pintando huevos de Pascua para dárselos a los niños para pedirles su ayuda. Pero antes de que ellos puedan partir en su viaje hacia los niños, deben burlar al ejército de los conejos. Tanto como la historia del Bilbie de Pascua, el sitio web sin fines de lucro Burra Nimu, el Bilbie de Pascua contiene información real sobre los bilbies y otras especies australianas amenazadas. Fue ilustrado por la ilustradora Janet Selby.
En 2003, los fondos de la venta del bilbie de chocolate fueron usados para construir una valla de 20 kilómetros de largo a prueba de depredadores en el Currawinya National Park.
En 2017, los consumidores fueron animados a comprar los bilbies de chocolate con una etiqueta verde, lo que significaba que esa venta aportaba al fondo de los bilbies. Sin embargo, un estudio ha mostrado que en la última década el Bilbie de Pascua ha sufrido un decrecimiento en su interés en Australia, como han mostrado las búsquedas online y las menciones en los grande periódicos. Esto, junto a los cambios en la industria del chocolate australiano, incluyendo las decisiones de Darrell Lea y Cadbury de dejar de fabricar bilbies de chocolate, ha provocado que el Bilbie de Pascua sea cada vez más un producto raro en su tipo, retirado de la corriente cultural australiana. En 2019, Cadbury anunció que no volvería a fabricar bilbies de chocolate, y ningún gran supermercado ha vuelto a exhibirlos.